# Гейлі Рейнгарт
Гейлі Елізабет Рейнгарт (англ. Haley Elizabeth Reinhart, нар. 9 вересня 1990, Вілінг, Іллінойс, США) — американська співачка й автор-виконавець.

## Ранні роки
Гейлі Рейнгарт народилася в місті Вілінг, Іллінойс, 9 вересня 1990 року в родині музикантів Петті Міллер-Рейнгарт і Гаррі Рейнгарта. Має німецьке, ірландське та італійське коріння. Приблизно з трьох років батьки виводили її на сцену. Співати Гейлі почала у віці 7 років, виступаючи зі своїми батьками в гурті «Midnight», що виконував рок 60-х і 70-х років. Сестра Гейлі, Анджела, на п'ять років молодша, також співачка і виконавиця інді-фолк музики.
Уперше долучилася до джазу в шкільному вокальному гурті «Midnight Blues» під час навчання в школі Wheeling High School. 2009 року разом із цим колективом брала участь у джазовому фестивалі в Монтре та фестивалі Умбрія Джаз в Перуджі, Італія.
Після закінчення середньої школи Рейнгарт навчалася з 2009 по 2010 рік у Harper College у місті Палетайн, Іллінойс, де вивчала джаз і виступала з джазовим ансамблем коледжу. Перш ніж потрапити на прослуховування шоу «American Idol», вона протягом чотирьох років працювала рятувальником в аквапарку міста Вілінг. 

## Творча кар'єра
Гейлі Рейнгарт уперше здобула популярність, коли посіла третє місце в десятому сезоні шоу «American Idol». У липні 2011 року Рейнгарт підписала контракт із лейблом Interscope Records. Її дебютний альбом Listen Up!, випущений 22 травня 2012 року, отримав схвальні відгуки критиків і згодом вона стала першою випускницею програми American Idol, що виступила на фестивалі Lollapalooza. 
Широке визнання і відомість Рейнгарт отримала 2015 року під час виступів і гастролей із Postmodern Jukebox Скотта Бредлі. Її найпомітніша робота з цим колективом — джаз-кавер на пісню Creep гурту Radiohead — провів 58 тижнів поспіль на Billboard's Jazz digital charts та отримав позитивну критику. Того ж року її популярність отримала додатковий імпульс, коли її кавер на Can't Help Falling in Love Елвіса Преслі, використаний в рекламі жувальної гумки Extra, став вірусною  сенсацією та посів 16 місце в чарті Adult Contemporary й отримав золото від американської Асоціації компаній звукозапису на 17 лютого 2017. Рейнгарт перемогла на фестивалі «Канські Леви» і отримала премію Clio за пісню 2016 року. Крім того, вона виконала озвучку Білла Мерфі, дебютувавши як актор озвучування на каналі Netflix в анімаційній комедії F Is for Family 18 грудня 2015 року. Вона також увійшла в основний акторський склад і в другому сезоні серіалу, який вийшов 30 травня 2017 року.
Другий студійний альбом Гейлі, Better, вийшов 29 квітня 2016, після синглу Better з головний треком, що був випущений 8 квітня. Альбом дебютував під номером 22 на чарті Billboard Independent Albums. Вона підтримала випуск альбому літнім турне 2016 року, яке проходило Сполученими Штатами і Європою в травні і червні 2017 року.
Третій студійний альбом Рейнгарт What's That Sound? був випущений 22 вересня 2017 року лейблом Concord Records. Першим синглом з альбому був Baby It's You, що вийшов 16 червня 2017 року, далі були The Letter від 13 липня 2017 року і For What It's Worth від 11 серпня, 2017. Let's Start, одна з трьох оригінальних пісень в альбомі, була випущена четвертим синглом 15 вересня 2017 року. Рейнгарт підтримала альбом сольним туром Сполученими Штатами восени 2017 року.

## Дискографія
- Listen Up! (2012)
- Better (2016)
- What's That Sound? (2017)
- Lo-Fi Soul (2019)

## Фільмографія
- American Idol (2011, 2012, 2016)
- Hell's Kitchen (2012)
- 90210 (2012)
- Real Music Live (2013)[19]
- F Is for Family (2015–present)